# Saumane-de-Vaucluse
Saumane-de-Vaucluse település Franciaországban, Vaucluse megyében. Lakosainak száma 890 fő (2022. január 1.). Saumane-de-Vaucluse Le Beaucet, Cabrières-d’Avignon, Gordes, L’Isle-sur-la-Sorgue, Lagnes, La Roque-sur-Pernes és Fontaine-de-Vaucluse községekkel határos.

## Népesség
A település népessége az elmúlt években az alábbi módon változott:
| Lakosok száma | 925  | 936  | 956  | 948  | 949  | 946  | 926  | 908  | 890  |
|               | 2013 | 2015 | 2016 | 2017 | 2018 | 2019 | 2020 | 2021 | 2022 |